# Enrico Boselli
Enrico Boselli (Bologna, 7 gennaio 1957) è un ex politico italiano, presidente della regione Emilia-Romagna per il Partito Socialista Italiano (1990-1993), segretario nazionale dei Socialisti Democratici Italiani (1998-2007) e del Partito Socialista Italiano (2007-2008) e vicepresidente di Alleanza per l'Italia (2010-2016).

## Biografia

### Prime esperienze nel PSI
Iscritto al Partito Socialista Italiano (PSI) da quando aveva 16 anni, inizialmente seguace di Riccardo Lombardi, per poi diventare esponente della corrente di Francesco De Martino prima e quella di Bettino Craxi poi, la sua esperienza politica inizia nel 1979, quando diventa segretario nazionale della Federazione Giovanile Socialista Italiana (FGSI), l'organizzazione giovanile del PSI, e nello stesso tempo vicepresidente dell'Internazionale Giovanile Socialista (IUSY).
Alle elezioni amministrative del 1980 viene eletto nel consiglio comunale di Bologna col PSI, venendo rieletto consigliere comunale alle amministrative del 1985 (mantenendo il seggio per dieci anni), dove nel 1986 diventa vicesindaco della città e assessore con delega all'istruzione sotto Renzo Imbeni, dimettendosi il 2 maggio 1988 quando viene eletto segretario regionale del PSI in Emilia-Romagna.

### Presidente della Regione Emilia-Romagna
In occasione delle elezioni regionali in Emilia-Romagna del 1990 viene eletto consigliere regionale nelle file del PSI (circoscrizione di Bologna); il 24 giugno 1990, a soli 33 anni, diviene Presidente della Regione, risultando il primo esponente d'estrazione non comunista a ricoprire tale incarico. Il 5 luglio 1993 è sostituito dal suo vicepresidente, Pier Luigi Bersani, espressione del PDS.
Il corso del suo mandato è segnato dal grave disastro causato da un aereo militare (Aermacchi del tipo MB-326) partito dal Villafranca di Verona e precipitato nel comune di Casalecchio di Reno, centrando in pieno l'Istituto Tecnico commerciale «Salvemini», dove nell’impatto perdono la vita dodici ragazzi-studenti e molti altri rimangono feriti.
Tra il 13 e il 25 maggio 1992 partecipa, in rappresentanza della maggioranza dell'Assemblea legislativa dell'Emilia-Romagna nel gruppo dei 58 delegati regionali, all'elezione del Presidente della Repubblica, dove viene eletto Oscar Luigi Scalfaro.

### Dal PSI ai Socialisti Italiani

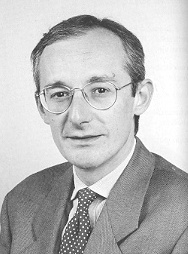
Enrico Boselli eletto alla Camera dei deputati nel 1994

Con l'elezione di Ottaviano Del Turco a segretario del PSI nel 1993, subentrando a Giorgio Benvenuto che aveva provvisoriamente sostituito Craxi, Boselli divenne vicesegretario del PSI.
Alle elezioni politiche del 1994 viene eletto alla Camera dei deputati, nel collegio uninominale di Cortona per l'Alleanza dei Progressisti, dove rimane deputato alla Camera dal 1994 al 2008, eletto poi nei collegi emiliani di Comacchio e Bologna.
In seguito allo scioglimento del PSI, insieme a Gino Giugni, Boselli si fa promotore della nascita di una nuova formazione politica denominata: Socialisti Italiani (SI), che nasce il 13 novembre 1994, qualche ora dopo lo scioglimento del PSI causato dallo scandalo di Tangentopoli. In questa nuova formazione, di cui Boselli fu eletto segretario nazionale, si presentarono per la prima volta agli elettori in occasione delle elezioni regionali del 1995, dove costituiscono la lista elettorale, insieme ad Alleanza Democratica di Willer Bordon e Patto Segni di Mariotto Segni, denominata Patto dei Democratici. Alla tornata elettorale ottenne complessivamente il 4,2% dei voti, eleggendo 33 consiglieri regionali (22 in quota SI).
In vista delle elezioni politiche del 1996, Boselli fece federare il partito all'interno del nuovo partito Rinnovamento Italiano di Lamberto Dini nel sistema proporzionale, mentre nel maggioritario nella coalizione dell'Ulivo, dove si è ricandidato alla Camera nel collegio uninominale di Comacchio, sostenuto dalla coalizione di centro-sinistra L'Ulivo, dove viene rieletto deputato.

### Dai Socialisti Italiani allo SDI
Boselli fu poi promotore, nel 1998, della nascita di un nuovo soggetto, di stampo socialista e democratico, che riunisse parte dei socialisti disseminati per lo scenario politico italiano dopo lo scioglimento del PSI; così traghettò i Socialisti Italiani, insieme a quel che rimane del Partito Socialista Democratico Italiano di Gian Franco Schietroma, una parte della Federazione Laburista non confluita nei Democratici di Sinistra e una parte del Partito Socialista capeggiata da Ugo Intini ed Enrico Manca in un nuovo soggetto denominato Socialisti Democratici Italiani (SDI), di cui lo stesso Boselli assunse la guida.
Alle elezioni europee del 1999, oltre a presentare lo SDI al debutto della formazione politica, si candida tra le sue liste nella circoscrizione Italia meridionale, dove viene eletto europarlamentare, aderendo al gruppo del Partito del Socialismo Europeo, dov'è membro del suo ufficio di presidenza, e rimanendo in carica fino al 2004.
Alle elezioni politiche del 2001 si ricandida nel collegio uninominale di Bologna - San Donato per la Camera, sostenuto dal centro-sinistra in quota Il Girasole (una lista elettorale che aggrega lo SDI ai Verdi), dove viene rieletto per la terza volta con il 57,69% dei voti contro i candidati della Casa delle Libertà Cristiano Pini (35,06%), della Lista Pannella-Bonino Pietro D'Aversa (2,8%), della Lista Di Pietro Giorgio Di Domenico (2,75%) e di Democrazia Europea (1,69%).
Boselli ha guidato il partito all'interno dell'alleanza di centro-sinistra, portandolo ad aderire alla Federazione dell'Ulivo proposta e orientata da Romano Prodi. Si è opposto all'ingresso nel contenitore riformista di Antonio Di Pietro.

### Il progetto della Rosa nel Pugno

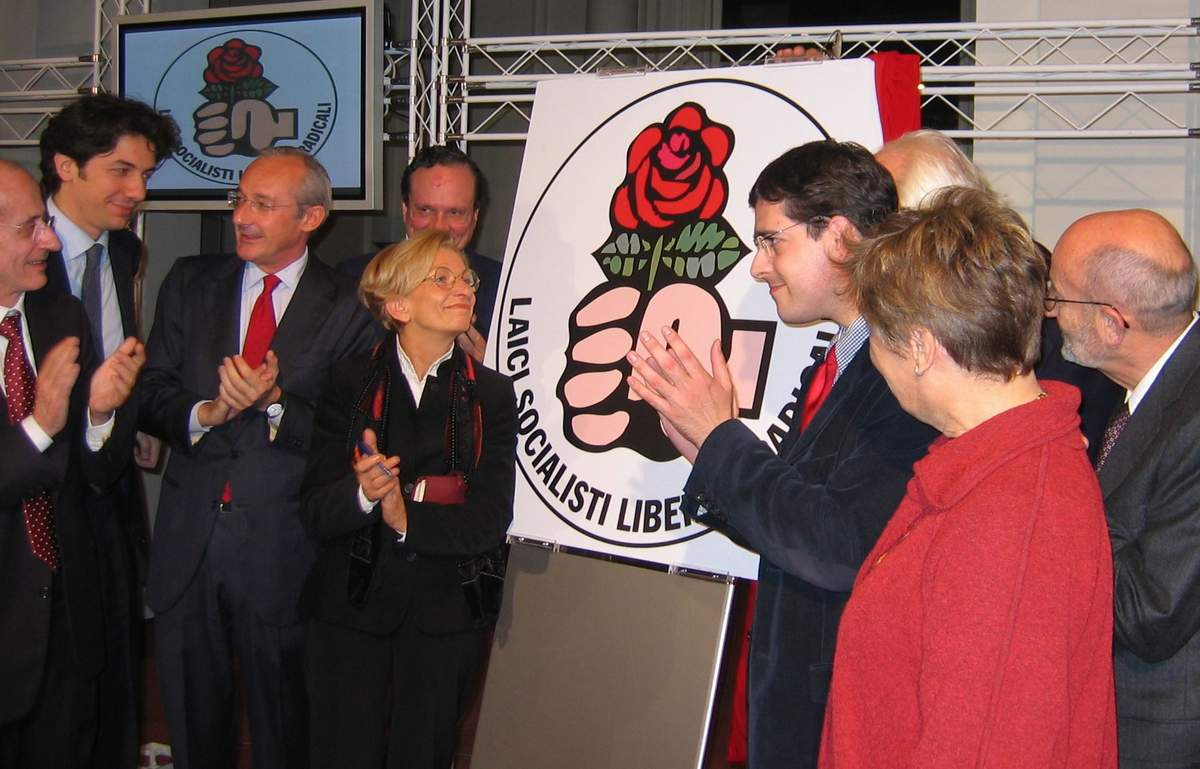
Enrico Boselli con Emma Bonino alla fondazione della lista elettorale Rosa nel Pugno nel 2005

Successivamente esce dalla Federazione in seguito alle posizioni clericali di Rutelli durante i referendum sulla procreazione assistita e si fa promotore di un'intesa fra l'Unione e i Radicali Italiani per la creazione, nell'ambito della coalizione di centro-sinistra, di un'area laico-riformista: tale iniziativa sfocia nella costituzione della Rosa nel Pugno, una federazione tra lo SDI e i Radicali Italiani, che partecipa alle elezioni politiche del 2006 a sostegno della coalizione di centro-sinistra.
In seguito alla costituzione della federazione con i Radicali Italiani nella Rosa nel Pugno, Boselli indirizza lo SDI verso una più marcata attenzione alla laicità dello Stato, criticando duramente gli interventi della Conferenza Episcopale Italiana nel dibattito politico nazionale, visti come un tentativo di interferire con l'attività legislativa.

### Rinascita del PSI

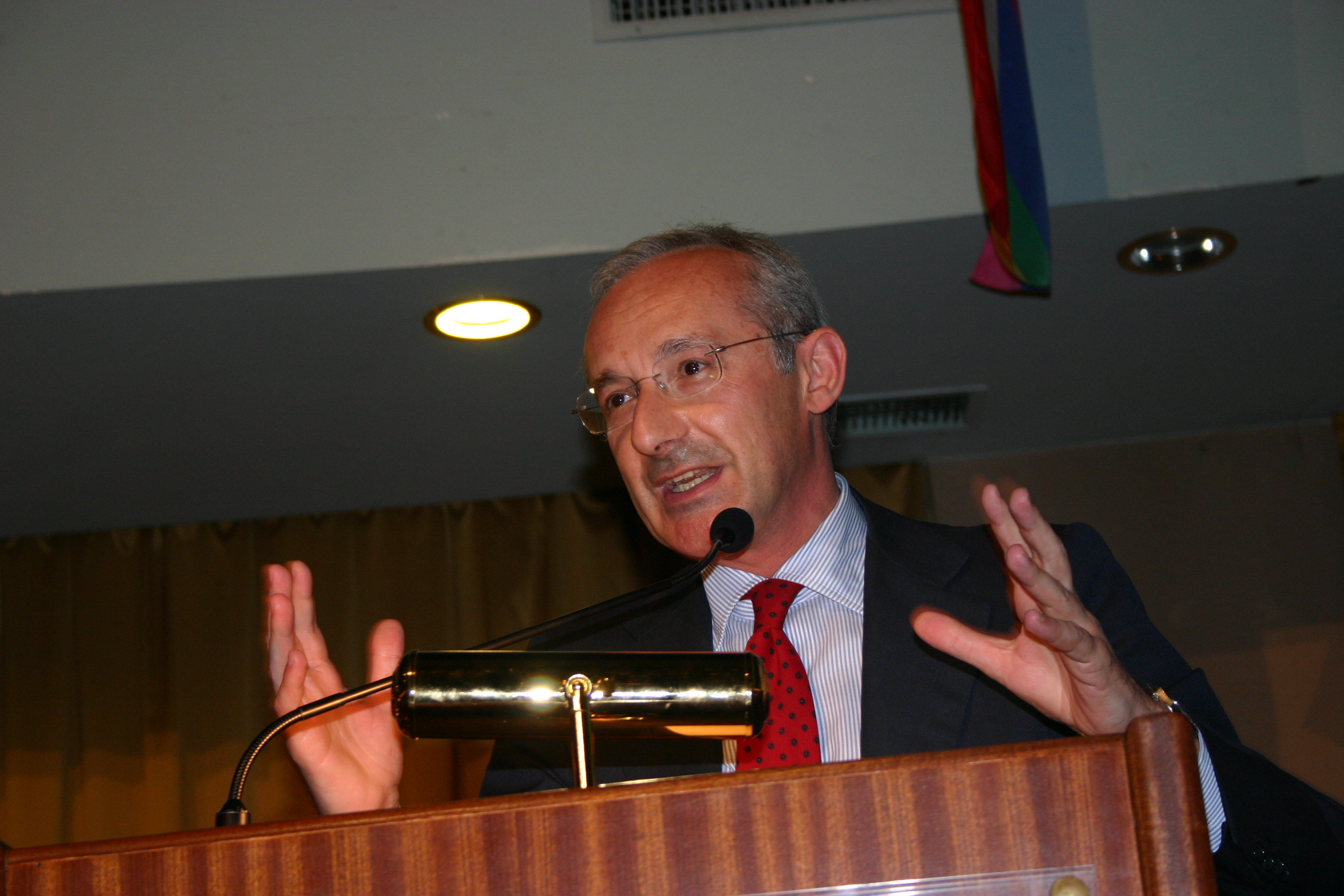
Boselli al XII Congresso nazionale dell'Arcigay a Milano l'11 maggio 2007

Terminata l'esperienza della Rosa nel Pugno, in occasione del V Congresso straordinario dello SDI, Boselli si dissocia dal progetto del Partito Democratico promosso dai Democratici di Sinistra e dalla Margherita, giudicato come un «compromesso storico bonsai» e promuove l'avvio di una Costituente Socialista per riunire in un'unica entità politica tutti quei partiti che si riconoscono nel socialismo, nella sinistra riformista e nel PSE. Secondo Giancarlo Perna del Giornale, sarebbe un tentativo di riunire la diaspora ex craxiana ancora disponibile, da Gianni De Michelis a Bobo Craxi, in vista delle prossime elezioni europee. Nel 2007 a Roma viene presentato il nome e il simbolo del nuovo partito: un quadrilatero rosso con la rosa del socialismo europeo e la dicitura "Partito Socialista".

### Politiche del 2008 e abbandono del PSI
Con la caduta del governo Prodi nel 2008 e le conseguenti elezioni anticipate, Boselli cerca un dialogo con il Partito Democratico (PD) basato su un programma riformista, rivendicando nel contempo la propria autonomia e la volontà di presentarsi con il simbolo del PS. Tuttavia, a causa del rifiuto di apparentamento da parte del PD (concesso invece alla sola lista dell'Italia dei Valori di Antonio Di Pietro), annuncia la corsa solitaria del PS al di fuori di ogni coalizione e la propria candidatura a premier.
All'indomani del deludente risultato elettorale del Partito Socialista che, alle elezioni politiche del 2008, non raggiunge la soglia del 4% previsto dalla legge per entrare in Parlamento (si ferma all'1%), Boselli annuncia le dimissioni dalla carica di leader del partito, accusando il segretario del Partito Democratico Walter Veltroni di aver contribuito a "spalancare le porte a Berlusconi", nonché di aver rifiutato l'alleanza con il PS, precludendo ai socialisti l'elezione di rappresentanti.
Il 6 luglio 2008, durante il primo Congresso nazionale del PS, gli succede come segretario Riccardo Nencini, presidente del Consiglio regionale della Toscana.
Il 9 dicembre 2010 Boselli abbandona il PS e aderisce ad Alleanza per l'Italia (ApI) di Francesco Rutelli, diventando il vicepresidente del partito, di cui è stato anche coordinatore regionale in Toscana ed Emilia-Romagna.

## Vita privata
È sposato con Patrizia, sindacalista della CGIL, ha due figli.

## Incarichi parlamentari

### Camera dei deputati

#### XII legislatura
- Membro della 6ª Commissione Finanze (dal 25 maggio 1994 all'8 maggio 1996)[11]

#### XIII legislatura
- Membro della 3ª Commissione Affari esteri e Comunitari (dal 4 giugno 1996 al 27 luglio 1998)
- Membro della 4ª Commissione Difesa (dal 28 luglio 1998 al 29 maggio 2001)
- Membro della Commissione parlamentare per le riforme costituzionali (dal 4 febbraio 1997 al 29 maggio 2001)

#### XIV legislatura
- Capogruppo della 4ª Commissione Difesa (dal 21 giugno 2001 al 23 ottobre 2001)[12]
- Membro della 4ª Commissione Difesa (dal 20 giugno 2001 al 27 aprile 2006)[12]

#### XV legislatura
- Capogruppo della 14ª Commissione Politiche dell'Unione europea (dal 6 giugno 2006 al 28 aprile 2008)[13]

### Parlamento europeo
- Membro della Commissione giuridica e per il mercato interno (dal 21 luglio 1999 al 14 gennaio 2002)
- Membro della Commissione per le petizioni (dal 21 luglio 1999 al 14 gennaio 2002)
- Membro della Commissione per l'occupazione e gli affari sociali (dal 17 gennaio 2002 al 19 luglio 2004)
- Membro della Delegazione alla commissione parlamentare mista UE-Estonia (dal 6 ottobre 1999 al 14 gennaio 2002)
- Membro della Delegazione per le relazioni con la Repubblica popolare cinese (dal 7 febbraio 2002 al 19 luglio 2004)